# Portage (Ohio)
Portage – wieś w Stanach Zjednoczonych, w stanie Ohio, w hrabstwie Wood.